# Asplenium macraei
Asplenium macraei là một loài dương xỉ trong họ Aspleniaceae. Loài này được Hook. & Grev. mô tả khoa học đầu tiên năm 1831.

## Hình ảnh

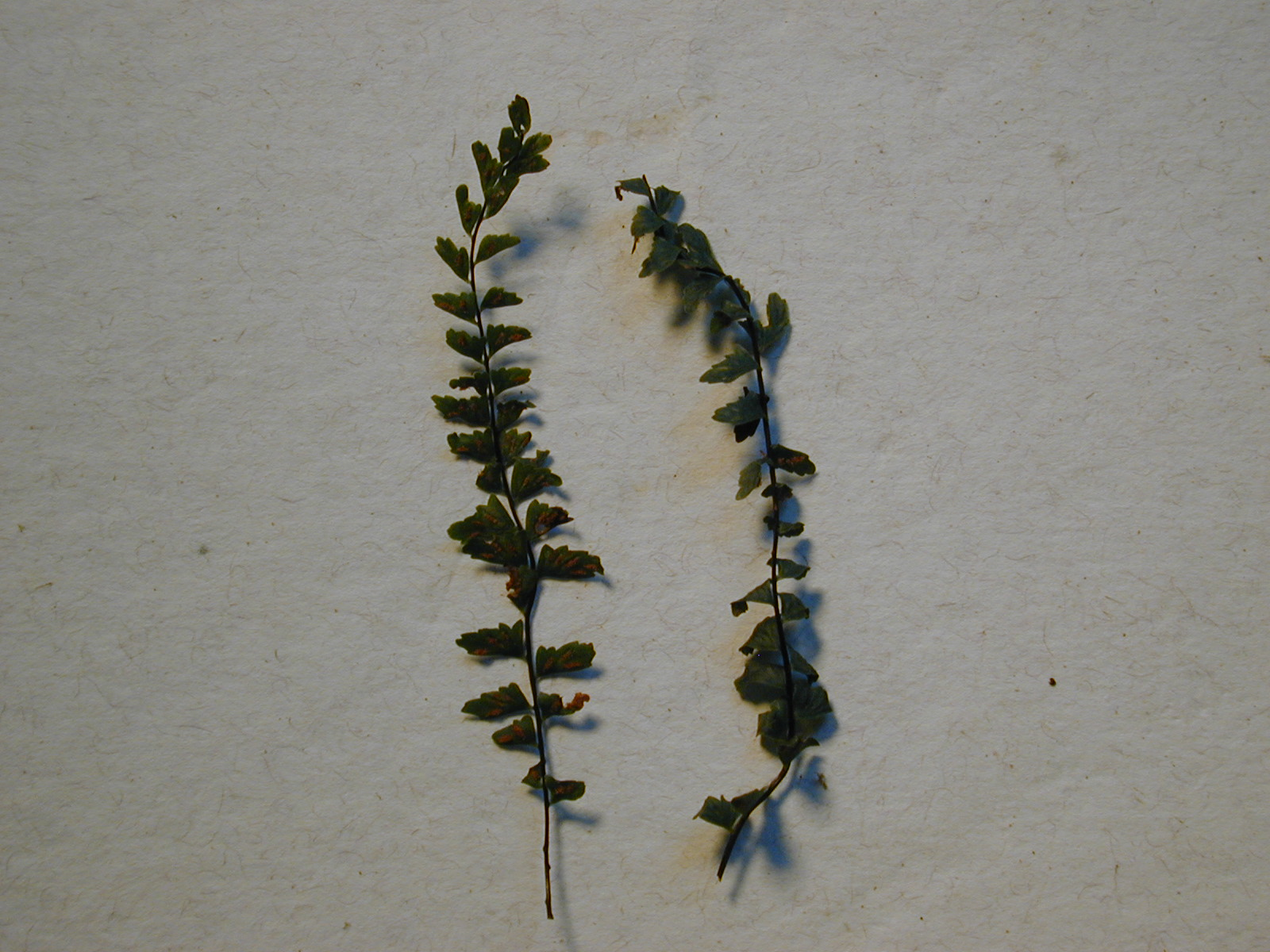
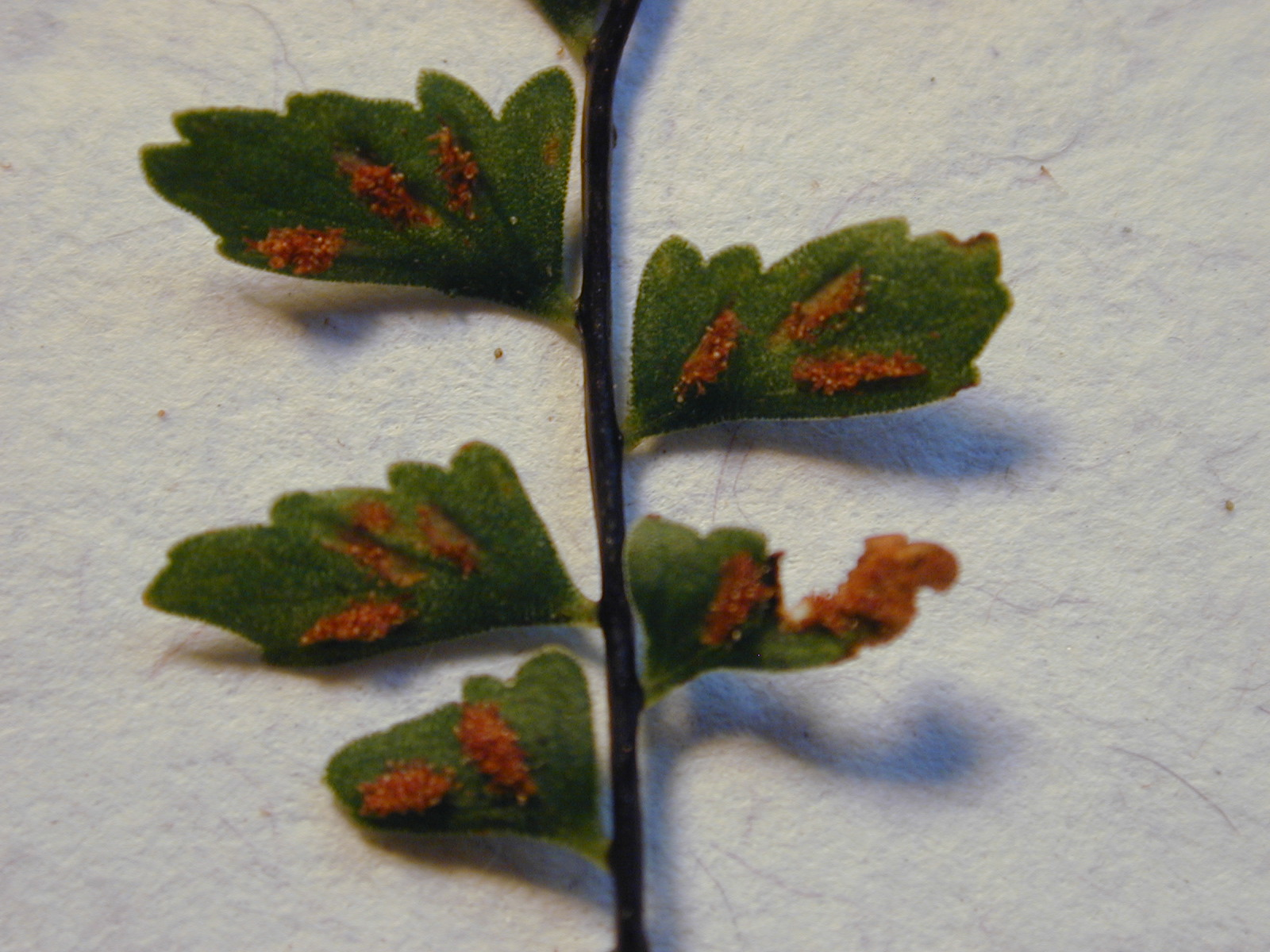
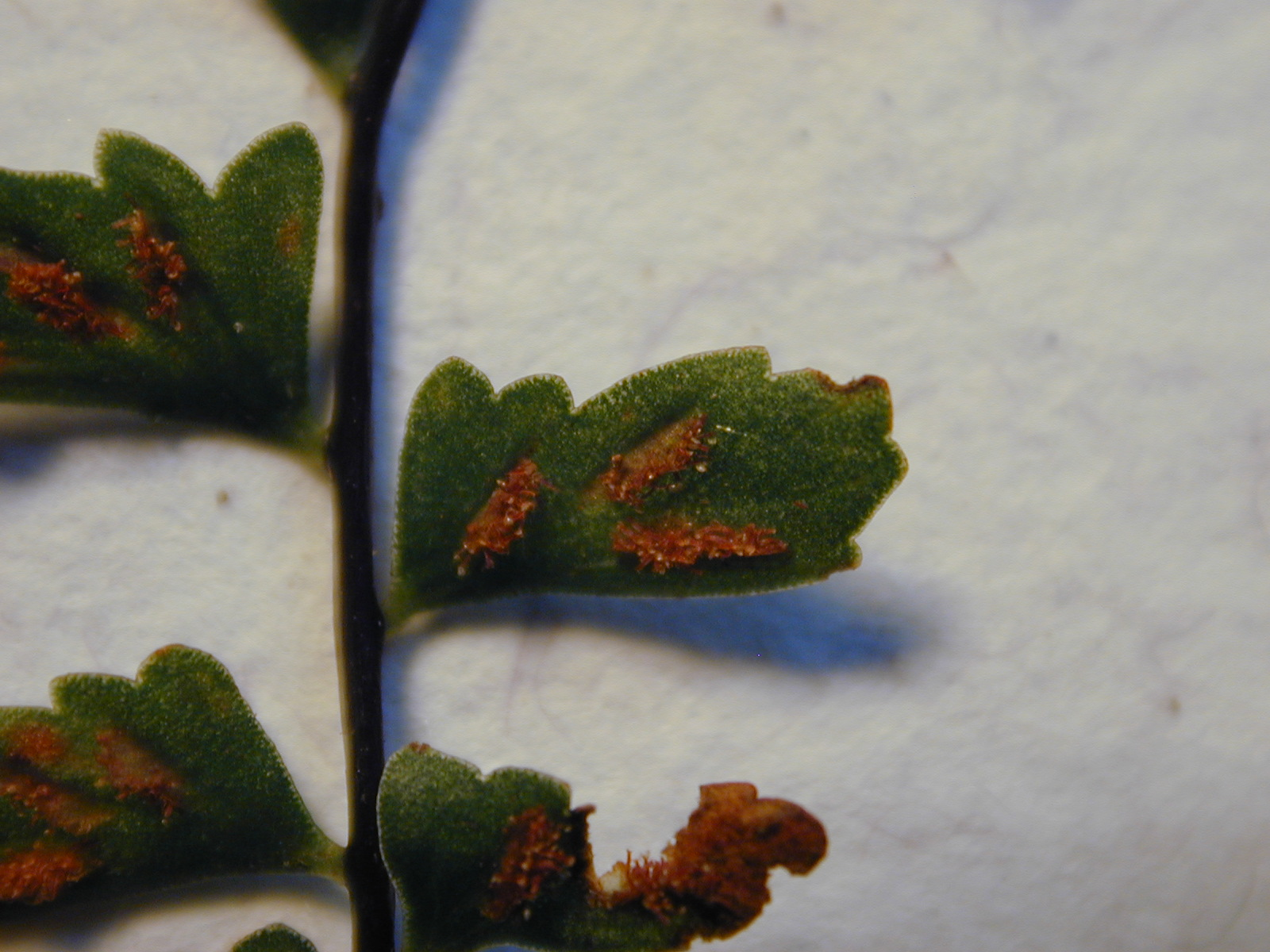
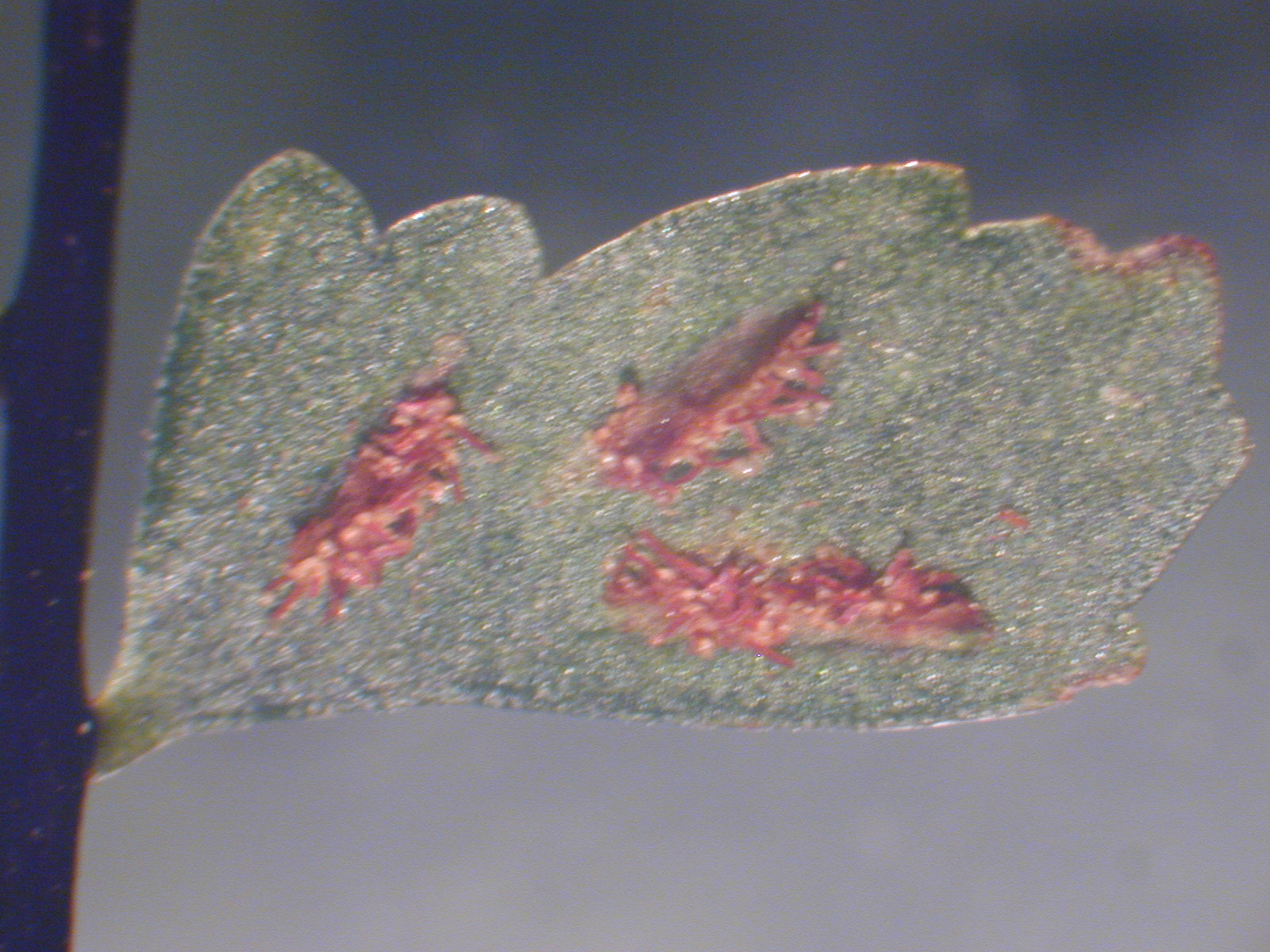